# Población callampa

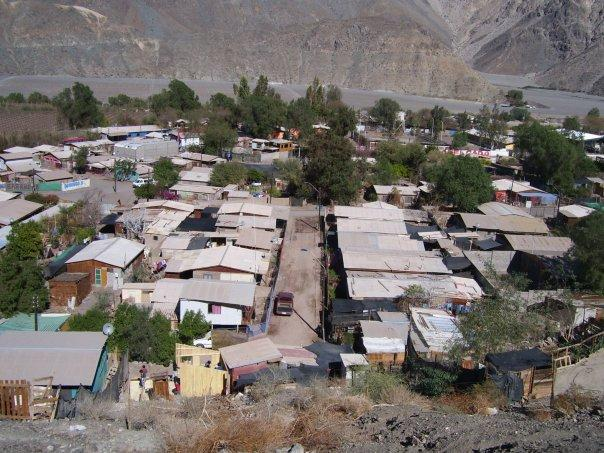
Vista de un campamento

El término población callampa se usa en Chile para denominar los asentamientos informales de carácter temporal, concretados mediante la toma de terrenos durante las décadas de 1950 a 1980. Una de las más conocidas es la Toma de La Victoria en 1957. La analogía que explica el nombre callampa (sinónimo de “seta”), refleja la rapidez con la que se reproducen de la noche a la mañana estos sectores de infraviviendas, al igual que las "callampas" crecen en los jardines.

## Historia
Hasta la década de 1940, predominaba la ocupación habitacional de carácter legal en Santiago. Con el crecimiento explosivo y producto del problema habitacional que esto generó, las personas se fueron ubicando en territorios que no eran de gran interés al encontrarse a las afueras de la ciudad. Las tomas de terreno fueron una nueva forma de conseguir una vivienda, expandiendo la ciudad hacia la periferia. Sin embargo, desde 1950 hasta 1980, predominó una ocupación de terrenos de carácter ilegal. Esto se generó porque la oferta de compra y alquiler se vio sobrepasada por el aumento de la demanda producida por la llegada de migrantes que venían a vivir a la capital.

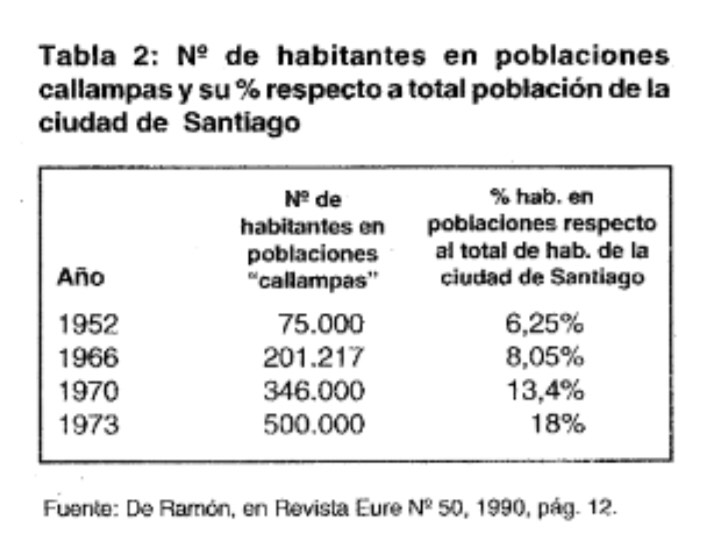
N.º de habitantes en poblaciones callampas y su % respecto al total población de Santiago

Se piensa que la población callampa es sinónimo de campamentos; sin embargo, se diferencian porque la primera no busca ser una solución definitiva al problema habitacional. Los callamperos se instalan en estos terrenos baldíos, mientras que esperan la solución definitiva por parte de las autoridades. La transitoriedad que tenían las poblaciones callampa, contemplada para el censo de viviendas realizado en 1952, se evidenciaba en falta de servicios colectivos básicos, la precariedad de las viviendas y el carácter ilegal que tenía la ocupación de terreno. Esta última característica la comparten con los campamentos, pues también son originarios de tomas de terreno, pero los actores tienen una intención de radicación definitiva. 
Hacia 1952, vivían en las poblaciones callampa un total de 75.000 personas, un 6,25%  del total de la población de Santiago. En 1966, eran alrededor de 200.000, correspondientes al 8,05% del total de los habitantes de Santiago. A partir de los datos del Ministerio de vivienda y urbanismo, en 1970 hubo en promedio una toma diaria. La densidad media era de 170 habitantes por hectárea.
Las tomas son consideradas también como parte de un movimiento social, pretendiendo cambiar el sistema establecido en el que se encontraban inmersas las personas. Son producto de una acción organizada, teniendo una dimensión comunitaria e identitaria. Con el paso de los años, este movimiento fue integrándose a la política nacional, emprendiendo negociaciones con el Estado.
La respuesta del Estado frente a estos asentamientos ilegales fue continuar con la construcción de poblaciones a través de la Caja de Habitación, incentivando a particulares para promover la edificación. Otra solución fue movilizar a los pobladores de las poblaciones hacia otras partes. Los gobiernos de Gabriel González Videla, Carlos Ibáñez del Campo y Jorge Alessandri ejercieron una labor erradicadora. Se hizo un traslado masivo de habitantes desde los terrenos transitorios, hacia otros que habían sido loteados y urbanizados por el Estado, donde se iniciaba la construcción de viviendas definitivas.
En 1954 se crea la Corporación de la Vivienda (CORVI) que construyó la población San Gregorio y José María Caro. Más tarde, Eduardo Frei Montalva a través de la “operación sitio” motivó a la autoconstrucción de los pobladores, entregándoles los terrenos con las herramientas básicas de urbanización: letrinas, calles ripiadas, soleras, pilones de agua potable y tendido eléctrico. Sin embargo, esto no erradicó las poblaciones callampa que se hicieron más comunes.
Durante la Unidad Popular (1970-1973), las expropiaciones masivas de la propiedad privada por parte del gobierno, sirvieron para promover alrededor de 2 mil tomas de terreno por parte de agrupaciones de pobladores (como se denomina a un habitante de una toma de terreno) en todo el país. En la mayoría de las situaciones, construyeron viviendas bajo condiciones precarias, con material ligero y serios problemas de infraestructura y composición, fortaleciéndose cuantitativamente el movimiento social de «pobladores».

## Actualidad

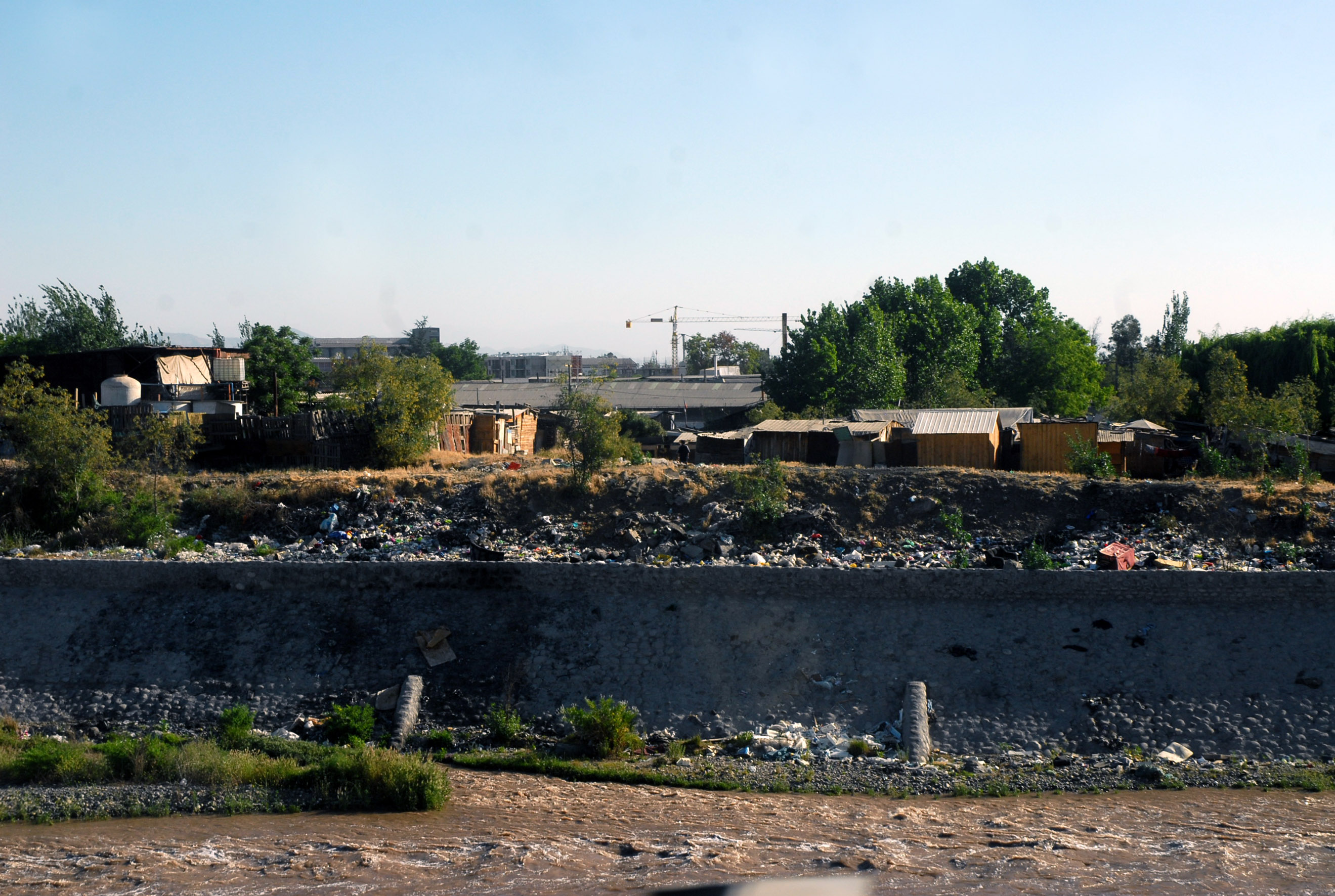
Campamento en las afueras de Santiago.

Los asentamientos tempranos hoy se configuran prácticamente como poblaciones donde residen sectores de ingresos bajos o eventualmente ciudadanos de escasos recursos. Sin embargo los asentamientos tardíos (década de 1980) no han alcanzado a terminar dicha fase de reconversión y desde la década de 1990, han ido siendo erradicados a favor de la instalación de viviendas sociales (casas bajas, pareadas y blocks (Departamentos) de 3 pisos o más), donde estas familias son realojadas después de un ahorro previo sumado a un subsidio del Estado.
Estos sectores se agrupan fundamentalmente en la periferia intermedia, entre el centro histórico, rodeados de núcleos de sectores medios y la periferia poblada de la nueva clase media-baja, condominios de clase media-alta y algún núcleo oculto de campamentos (indigencia).
Son similares a las favelas brasileñas, las chabolas de España, los cantegriles uruguayos, las villas miserias argentinas, los tugurios costarricenses, los pueblos jóvenes peruanos.